# 摩擦圧接
摩擦圧接（まさつあっせつ、英語: friction welding）とは、2個以上の部材の接合部を圧接触させながら一方の部材を回転や摺動する事による摩擦熱で、接合部を一体化する接合方法。通常は容易に行える回転による摩擦を使用する方法が一般的。圧接に適した温度にコントロールする事が必要。接合部の強度が高いことが特徴。